# Сільвія Андреа Сантус Лус
Сільвія Андреа Сантус Лус (порт. Silvia Andrea Santos Luz, 5 березня 1975) — бразильська баскетболістка.
Учасниця Олімпійських Ігор 1996, 2000 років.